# Łucznictwo na Letnich Igrzyskach Olimpijskich Młodzieży 2010
Łucznictwo na Letnich Igrzyskach Olimpijskich Młodzieży 2010 odbyło się w dniach 17 - 21 sierpnia w Kallang Field w Singapurze. Zawodnicy rywalizowali w trzech konkurencjach [w 1 męskiej, 1 żeńskiej i 1 mieszanej (drużyna)]. W zawodach ogółem startowało 64 zawodników.

## Kwalifikacje
Kwalifikacje na igrzyska można było uzyskać podczas mistrzostw świata kadetów w 2009 roku i podczas specjalnych zawodów kwalifikacyjnych w 2009 i 2010 roku. Zawodnicy musieli być urodzeni między 1 stycznia 1993 a 31 grudnia 1994 roku. W zawodach mógł wystartować jeden zawodnik z każdej płci (1 państwo).

## Medale

### Chłopcy
| Konkurencja             | Złoto         | Srebro             | Brąz           |
| Indywidualnie szczegóły | Ibrahim Sabry | Rick van den Oeven | Bołot Cybżytow |

### Dziewczęta
| Konkurencja             | Złoto      | Srebro      | Brąz           |
| Indywidualnie szczegóły | Kwak Ye-ji | Tan Ya-ting | Tatjana Segina |

### Mieszane
| Konkurencja                | Złoto                         | Srebro                          | Brąz                                           |
| Drużyna mieszana szczegóły | Anton Karoukin Gloria Filippi | Gregor Rajh Zoi Paraskevopoulou | Abdud Dayyan Bin Mohamed Jaffar Begünhan Ünsal |